# Microsoft Office 2013
Microsoft Office 2013 (tên mã hóa Office 15) là một phiên bản Microsoft Office, một gói ứng dụng văn phòng của Microsoft Windows. Nó là sản phẩm kế tục Microsoft Office 2010 và sản phẩm tiền nhiệm của Microsoft Office 2016. Nó bao gồm hỗ trợ định dạng tệp mở rộng, cập nhật giao diện người dùng và hỗ trợ màn hình cảm ứng. Office 2013 thích hợp cho các hệ thống IA-32 và x64 và yêu cầu Windows 7 hoặc Windows Server 2008 R2 trở lên. Một phiên bản Office 2013 có trên các thiết bị Windows RT. Hỗ trợ chính đã kết thúc vào ngày 10 tháng 4 năm 2018. Hỗ trợ mở rộng kết thúc vào ngày 11 tháng 4 năm 2023. 
Việc phát triển phiên bản Microsoft Office này đã được bắt đầu vào năm 2010 và kết thúc vào ngày 11 tháng 10 năm 2012, khi Microsoft Office 2013 được phát hành để sản xuất. Microsoft tung phiên bản Office 2013 ra công chúng vào ngày 29 tháng 1 năm 2013. Phiên bản này bao gồm các tính năng mới như hỗ trợ tích hợp cho các dịch vụ trực tuyến (bao gồm OneDrive, Outlook.com, Skype, Yammer và Flickr), hỗ trợ định dạng được cải tiến cho Office Open XML (OOXML), OpenDocument (ODF) và Portable Document Format (PDF) và hỗ trợ các giao diện đa điểm.
Microsoft Office 2013 có hai phiên bản khác nhau, bao gồm ba phiên bản cho các cửa hàng bán lẻ, hai phiên bản cho kênh cấp phép số lượng lớn, năm ấn bản dựa trên đăng ký có sẵn thông qua chương trình Microsoft Office 365, phiên bản ứng dụng web được gọi là Office Web Apps và phiên bản Office RT cho máy tính bảng và thiết bị di động. Ứng dụng web Office có sẵn miễn phí trên web mặc dù các doanh nghiệp có thể có được cài đặt tại chỗ cho một mức giá. Các ứng dụng Microsoft Office có thể được mua riêng lẻ; điều này bao gồm Microsoft Visio, Microsoft Project và Microsoft SharePoint Designer, vốn không được bao gồm trong bất kỳ mười hai phiên bản trên.
Vào ngày 25 tháng 2 năm 2014, Microsoft Office 2013 Gói dịch vụ 1 (SP1) đã được phát hành.

## Phát triển
Phát triển bắt đầu vào năm 2010 trong khi Microsoft đã hoàn thành công việc trên Office 14, được phát hành dưới dạng Microsoft Office 2010. Vào ngày 30 tháng 1 năm 2012, Microsoft đã phát hành bản xem trước kỹ thuật của Office 15, xây dựng 3612.1010 cho một nhóm người thử nghiệm bị ràng buộc bởi các thỏa thuận không tiết lộ..
Vào ngày 16 tháng 7 năm 2012, Microsoft đã tổ chức một cuộc họp báo để giới thiệu Office 2013 và phiên bản Consumer Preview. Office 2013 Consumer Preview là phiên bản miễn phí, đầy đủ chức năng nhưng sẽ hết hạn sau 60 ngày kể từ ngày phát hành sản phẩm cuối cùng. Bản cập nhật đã được phát hành cho bộ Consumer Preview Office 2013 vào ngày 5 tháng 10.
Office 2013 đã được phát hành để sản xuất vào ngày 11 tháng 10 năm 2012. Nó được cung cấp cho các thuê bao TechNet và MSDN vào ngày 24 tháng 10. Ngày 15 tháng 11 năm 2012, các phiên bản dùng thử 60 ngày của Microsoft Office 2013 Professional Plus, Project Professional 2013 và Visio Professional 2013 đã được cung cấp cho công chúng qua Internet. Microsoft đã phát hành Office 2013 cho công chúng vào ngày 29 tháng 1 năm 2013. Microsoft đã phát hành bản cập nhật gói dịch vụ 1 vào ngày 25 tháng 2 năm 2014.

## Tính năng

### Tính năng mới
Office 2013 dựa trên điện toán đám mây nhiều hơn các phiên bản trước; Đăng nhập tên miền, tài khoản Office 365 hoặc tài khoản Microsoft hiện có thể được sử dụng để đồng bộ cài đặt ứng dụng Office (bao gồm tài liệu gần đây) giữa các thiết bị và người dùng cũng có thể lưu tài liệu trực tiếp vào tài khoản OneDrive của họ.
Microsoft Office 2013 bao gồm hỗ trợ cập nhật cho ISO / IEC 29500, phiên bản tiêu chuẩn quốc tế của định dạng tệp Office Open XML (OOXML): đặc biệt nó hỗ trợ lưu trong cấu hình "nghiêm ngặt" của ISO / IEC 29500 (Office Open XML Strict). Nó cũng hỗ trợ OASIS phiên bản 1.2 của ISO / IEC 26300: 2006, Open Document Format, mà Office 2013 có thể đọc và ghi. Ngoài ra, Office 2013 cung cấp hỗ trợ đọc, ghi và chỉnh sửa đầy đủ cho ISO 32000 (PDF).
Các tính năng mới bao gồm một chế độ đọc mới trong Microsoft Word, một chế độ trình bày trong Microsoft PowerPoint cải thiện cảm ứng và mực in trong tất cả các chương trình Office. Microsoft Word cũng có thể chèn video và âm thanh từ các nguồn trực tuyến cũng như khả năng phát tài liệu trên Web. Word và PowerPoint cũng có các tính năng giống như dấu trang đồng bộ hóa vị trí của tài liệu giữa các máy tính khác nhau.
Bộ ứng dụng Office Web Apps cũng đã được cập nhật cho Office 2013, giới thiệu các tính năng chỉnh sửa bổ sung và thay đổi giao diện.
Các tính năng khác của Office 2013 bao gồm:
- Giao diện Ribbon và hình động tinh tế hơn khi nhập hoặc chọn (Word và Excel)
- Hình ảnh mới cho các tác vụ đã lên lịch trong Microsoft Outlook
- Màn hình khởi động đã được chỉnh sửa lại[28]
- Các tùy chọn đồ họa mới trong Word[29]
- Các đối tượng như hình ảnh có thể được di chuyển tự do; chúng bám vào các ranh giới như các cạnh đoạn văn, lề tài liệu và các ranh giới cột
- Hỗ trợ hình ảnh trực tuyến với nội dung từ Office.com, Bing.com và Flickr (theo mặc định, chỉ hình ảnh trong miền công cộng) [cần giải thích]
- Khả năng quay lại vị trí được xem hoặc chỉnh sửa lần cuối trong Word và PowerPoint
- Thiết kế slide mới, hình động và chuyển tiếp trong PowerPoint 2013
- Hỗ trợ Outlook.com và Hotmail.com trong Outlook
- Hỗ trợ tích hợp với Skype, Yammer và SkyDrive[30]
- Hỗ trợ thư mục đặc biệt IMAP[31]
- Bắt đầu với Office 2013, các công cụ kiểm chứng là riêng biệt và có thể tải xuống miễn phí mà không bị gói trong Giao diện người dùng đa ngôn ngữ (MUI) / Gói đa ngôn ngữ, Gói giao diện ngôn ngữ (LIP) hoặc Gói ngôn ngữ đơn (SLP).[32]
- Excel 2013 hỗ trợ nhiều giới hạn mới[33]

| Đối tượng                            | Giới hạn tối đa                       |
| ------------------------------------ | ------------------------------------- |
| Ký tự tên bảng hoặc tên cột          | 100 ký tự                             |
| Số bảng trong một mẫu                | 2,147,483,647 bytes (2 GB trừ 1 byte) |
| Số cột trong một bảng                | 2,147,483,647 bytes (2 GB trừ 1 byte) |
| Giới hạn kích cỡ workbook            | 4,294,967,296 bytes (4 GB)            |
| Số yêu cầu cùng lúc cho một workbook | 6                                     |
| Số liên kết tối đa                   | 5                                     |
| Số giá trị trong một cột             | 1,999,999,997                         |
| Số hàng trong một bảng               | 1,999,999,997                         |
| Độ dài chuỗi ký tự                   | 536,870,912 bytes (512 MB)            |

### So sánh các phiên bản
|                                   | Sản phẩm bán rời   | Thông thường   | Thông thường    | Thông thường | Thông thường                     | Thông thường      | Thông thường                     | Đăng ký Office 365      | Đăng ký Office 365              | Đăng ký Office 365      | Đăng ký Office 365  | Đăng ký Office 365  | Đăng ký Office 365  |
| Office RT                         | Sản phẩm bán rời   | Home & Student | Home & Business | Standard     | Professional                     | Professional Plus | Personal                         | Home                    | University                      | Small Business Premium  | ProPlus             | Enterprise          |                     |
| --------------------------------- | ------------------ | -------------- | --------------- | ------------ | -------------------------------- | ----------------- | -------------------------------- | ----------------------- | ------------------------------- | ----------------------- | ------------------- | ------------------- | ------------------- |
| Có sẵn với                        | tùy từng phiên bản | Windows RT     | Retail, OEM     | Retail, OEM  | Đăng ký theo số lượng định trước | Retail, OEM       | Đăng ký theo số lượng định trước | Phần mềm và dịch vụ     | Phần mềm và dịch vụ             | Phần mềm và dịch vụ     | Phần mềm và dịch vụ | Phần mềm và dịch vụ | Phần mềm và dịch vụ |
| Số người dùng tối đa              | 1                  | 1              | 1               | 1            | Theo giấy phép                   | 1                 | Theo giấy phép                   | 1                       | mọi thành viên trong 1 gia đình | 1                       | 10                  | 25                  | Không giới hạn      |
| Số thiết bị dùng cho 1 người dùng | 1                  | 1              | 1               | 1            | Theo giấy phép                   | 1                 | Theo giấy phép                   | 1 máy tính và 1 di động | 5, chia sẻ giữa các người dùng  | 2 máy tính và 2 di động | 5                   | 5                   | 5                   |
| Cho phép dùng thương mại?         | Có                 | Riêng biệt2    | Không           | Có           | Có                               | Có                | Có                               | Không                   | Không                           | Không                   | Có                  | Có                  | Có                  |
| Word                              | Có                 | Có1            | Có              | Có           | Có                               | Có                | Có                               | Có                      | Có                              | Có                      | Có                  | Có                  | Có                  |
| Excel                             | Có                 | Có1            | Có              | Có           | Có                               | Có                | Có                               | Có                      | Có                              | Có                      | Có                  | Có                  | Có                  |
| PowerPoint                        | Có                 | Có1            | Có              | Có           | Có                               | Có                | Có                               | Có                      | Có                              | Có                      | Có                  | Có                  | Có                  |
| OneNote                           | Có3                | Có1            | Có              | Có           | Có                               | Có                | Có                               | Có                      | Có                              | Có                      | Có                  | Có                  | Có                  |
| Outlook                           | Có                 | Có1            | Không           | Có           | Có                               | Có                | Có                               | Có                      | Có                              | Có                      | Có                  | Có                  | Có                  |
| Publisher                         | Có                 | Không          | Không           | Không        | Có                               | Có                | Có                               | Có                      | Có                              | Có                      | Có                  | Có                  | Có                  |
| Access                            | Có                 | Không          | Không           | Không        | Không                            | Có                | Có                               | Có                      | Có                              | Có                      | Có                  | Có                  | Có                  |
| InfoPath                          | Không              | Không          | Không           | Không        | Không                            | Không             | Có                               | Không                   | Không                           | Không                   | Không4              | Có                  | Có                  |
| Lync                              | Có3                | Không          | Không           | Không        | Không                            | Không             | Có                               | Không                   | Không                           | Không                   | Có                  | Có                  | Có                  |
| SharePoint Designer               | Có                 | Không          | Không           | Không        | Không                            | Không             | Không                            | Không                   | Không                           | Không                   | Không               | Không               | Không               |
| Project có nhiều phiên bản        | Có                 | Không          | Không           | Không        | Không                            | Không             | Không                            | Không                   | Không                           | Không                   | Không               | Không               | Không               |
| Visio có nhiều phiên bản          | Có                 | Không          | chỉ xem         | chỉ xem      | chỉ xem                          | chỉ xem           | chỉ xem                          | chỉ xem                 | chỉ xem                         | chỉ xem                 | chỉ xem             | chỉ xem             | chỉ xem             |

Remarks
1 Các phiên bản Windows RT không bao gồm tất cả các chức năng được cung cấp bởi các phiên bản Office khác.
2 Sử dụng thương mại Office RT được phép thông qua cấp phép số lượng lớn hoặc đăng ký doanh nghiệp cho Office 365.
3 Các phiên bản Windows Store cũng có sẵn.
4 InfoPath ban đầu là một phần của Office 365 Small Business Premium. Tuy vậy hiện tại điều đó không còn đúng nữa.